# The Bride Stripped Bare
The Bride Stripped Bare je páté sólové studiové album anglického hudebníka Bryana Ferryho. Vydalo jej v září roku 1978 hudební vydavatelství E.G. Records a jako producenti se na něm podíleli Waddy Wachtel, Rick Marotta, Simon Puxley, Steve Nye společně s Ferrym. Nahráno bylo ve studiu Mountain Studios ve švýcarském Montreux. Název alba pochází z názvu obrazu Marcela Duchampa. Na albu se nachází pouze čtyři autorské písně, zbytek tvoří coververze a v jednom případě tradicionál.

## Seznam skladeb
| Pořadí | Název                        | Autor                     | Délka |
| ------ | ---------------------------- | ------------------------- | ----- |
| 1.     | Sign of the Times            | Bryan Ferry               | 2:28  |
| 2.     | Can't Let Go                 | Ferry                     | 5:14  |
| 3.     | Hold On (I'm Coming)         | Isaac Hayes, David Porter | 3:37  |
| 4.     | The Same Old Blues           | JJ Cale                   | 3:21  |
| 5.     | When She Walks in the Room   | Ferry                     | 6:28  |
| 6.     | Take Me to the River         | Al Green, Teenie Hodges   | 4:29  |
| 7.     | What Goes On                 | Lou Reed                  | 4:11  |
| 8.     | Carrickfergus                | tradicionál               | 3:46  |
| 9.     | That's How Strong My Love Is | Roosevelt Jamison         | 3:17  |
| 10.    | This Island Earth            | Ferry                     | 5:06  |

## Obsazení
- Bryan Ferry – zpěv, klavír, klávesy
- Waddy Wachtel – kytara, doprovodné vokály
- Neil Hubbard – kytara
- Preston Heyman – bicí
- Rick Marotta – bicí
- John Wetton – baskytara
- Herbie Flowers – baskytara
- Alan Spenner – baskytara
- Ann Odell – varhany, elektrické piano, aranžmá
- Steve Nye – elektrické piano
- Mel Collins – saxofon
- Martin Drover – trubka